# Kabinett Ruijs de Beerenbrouck I

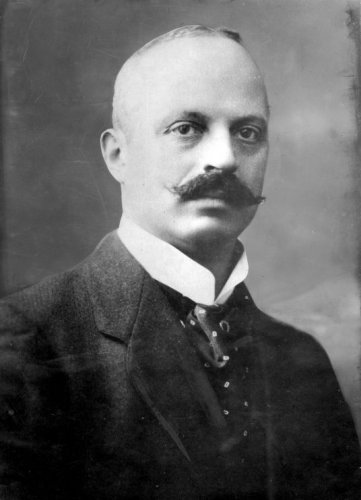
Ministerpräsident Charles Ruijs de Beerenbrouck.

Das niederländische Kabinett Ruijs de Beerenbrouck I trat sein Amt am 9. September 1918 an und löste das Kabinett Cort van der Linden ab. Dieses Mitte-rechts-Kabinett regierte im letzten Jahr des Ersten Weltkriegs und in den turbulenten Jahren danach. Obwohl Anti-Revolutionaire Partij (ARP), Christelijk-Historische Unie (CHU) und der katholische Algemeene Bond van RK-kiesverenigingen (ABRK) nur zusammen mit einigen kleinen Parteien eine Mehrheit hatten, wurde ein überwiegend christliches Kabinett unter der Führung des ersten katholischen Ministerpräsident Charles Ruijs de Beerenbrouck, Charles Ruijs de Beerenbrouck, gebildet, der bislang Kommissar der Königin in der Provinz Limburg war.
Aufgrund der Handelsblockade mit den Niederlanden kam es zunächst zu Lebensmittelknappheit. Danach sorgten der Rückzug der deutschen Truppen und die Ankunft des deutschen Kaisers Wilhelm II. für Spannungen. Im November 1918 schufen die Revolution in Deutschland und die Unruhen in der Armee eine revolutionäre Situation. Pieter Jelles Troelstra, Gründungsmitglied der sozialdemokratischen Sociaal Democratische Arbeiders Partij (SDAP), rief die Arbeiter zur Revolution auf. Das Kabinett löste alle diese Probleme weitgehend und nach Troelstras Revolutionsversuch wurden Reformen beschleunigt, wie die Einführung des Achtstundentages und über einen Initiativantrag des Frauenwahlrechts.
Die wacklige Basis des Kabinetts führte jedoch zu mehreren Ministerkrisen und am 16. Juni 1921 zu einer kurzen Übergangskrise und zum Wiederaufbau der Regierung. Das Kabinett trat am 18. Juli 1922 nach den vorhergegangenen Wahlen vom 5. Juli 1922 zurück und übte die Ämter geschäftsführend bis zum 18. September 1922 aus, woraufhin das zweite Kabinett von Ruijs de Beerenbrouck seine Tätigkeit aufnahm.

## Bildung des Kabinetts

Das erste Kabinett Ruijs de Beerenbrouck (1918, Foto von Jacob Merkelbach).

Nach den Wahlen zur Zweiten Kammer der Generalstaaten am 3. Juli 1918 verfügte der ABRK über 30 der 100 Sitze, während die ARP 13 und CHU sieben Abgeordnete stellte. Damit wurde die absolute Mehrheit zunächst um nur einen Sitz verpasst.
Der erste „Formateur“ war Willem Hubert Nolens, Führer der Katholiken. Als Priester hielt er es jedoch nicht für wünschenswert, Ministerpräsident zu werden, da dies die protestantisch geprägten Parteien nicht akzeptieren würden. Einige protestantische Politiker wie Alexander Willem Frederik Idenburg, Alexander de Savornin Lohman und Hendrikus Colijn standen jedoch nicht als „Formateure“ zur Verfügung und der frühere Ministerpräsident Theo Heemskerk wurde nicht angefragt. Auch die Bildung eines christlich-liberalen Kabinetts erwies sich als Option.
Daher wurde nach einem anderen katholischen Ministerpräsidenten als Nolens gesucht, wofür ihm der ehemalige Vorsitzende der Zweiten Kammer Octaaf van Nispen tot Sevenaer dankte. Danach wurde Charles Ruijs de Beerenbrouck vorgeschlagen, der einige Monate zuvor zum Kommissar der Königin in der Provinz Limburg ernannt worden war. Mit einiger Mühe – der Kandidat der Finanzwelt Leonardus Trip lehnte in letzter Minute ab – gelang es ihm, ein Kabinett zusammenzustellen. In Absprache mit den drei christlichen Parteien ARP, CHU und Katholiken wurde ein Regierungsprogramm aufgestellt.

## Instabile Parlamentsmehrheit und Übergangskrise 1921
Die ohnehin instabile Parlamentsmehrheit wurde dadurch verschärft, als Henri van Groenendael am 1. Oktober 1919 aus der Fraktion des ABRK ausgeschlossen wurde. Am 16. Juni 1921 reichte das Kabinett seinen Rücktritt wegen der Ablehnung von Artikel 27 des Entwurfs zum Wehrpflichtgesetz (Dienstplichtwet) ein. Das Kabinett schlug vor, die Armee (Koninklijke Landmacht) aus „Kerntruppen“ und „Reservetruppen“ zusammenzusetzen. Auch der Finanzminister geriet wegen der Ablehnung seines Gesetzentwurfs zur Grundsteuer in politische Schwierigkeiten. Nach der Krise, die 24 Tage andauerte, kehrte das Kabinett mit veränderter Zusammensetzung zurück.

## Politische Themen

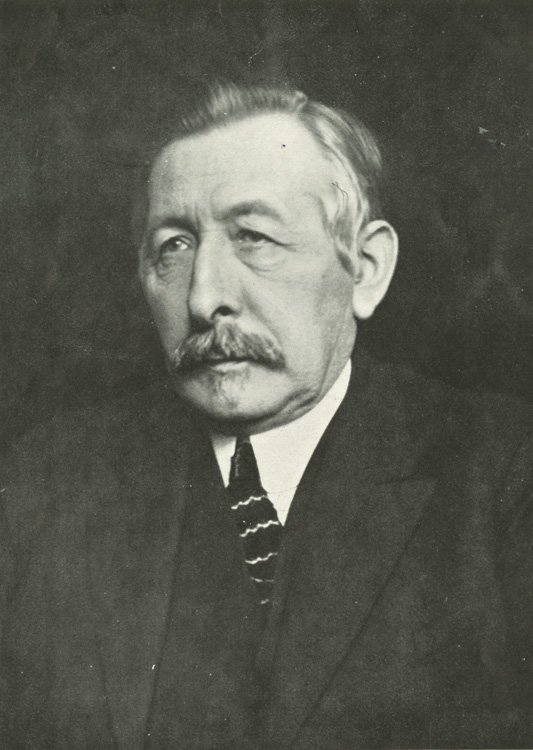
Pieter Jelles Troelstra, Gründungsmitglied der sozialdemokratischen Sociaal Democratische Arbeiders Partij (SDAP), rief die Arbeiter im November 1918 zur Revolution auf.

Wichtige Themen, mit denen die Regierung konfrontiert war, waren die Flucht des deutschen Kaisers in die Niederlande und der Durchzug der sich zurückziehenden deutschen Truppen. Die daraus resultierende Verschlechterung der Beziehungen zu Belgien führte zu Forderungen dieses Landes gegenüber Zeeuws Vlaanderen und Limburg. Weiterhin kam es zu Problemen wegen der Unruhen in der niederländischen Armee nach dem Ende des Ersten Weltkriegs und der Nahrungsmittelknappheit infolge der Blockade der Niederlande. Dies führte zur Entscheidung vom 11. November 1918, die Armee zu demobilisieren. Zu dieser Zeit kam es zu Troelstras gescheitertem Revolutionsversuch im November 1918, dem eine monarchistische Demonstration auf dem Malieveld in Den Haag folgte.
Dem Ruf nach Demokratisierung (Frauenwahlrecht, Reform des Systems der Erste Kammer der Generalstaaten), Sozialreform (Arbeitszeit, Achtstundentag, Sozialversicherung) und Abrüstung wurde teilweise entsprochen, unter anderem durch die Einführung des Frauenwahlrechts nach Annahme des Initiativenvorschlags von Henri Marchant 1919. Die sehr begrenzte Verfassungsrevision von 1922 führte jedoch nicht zu größeren Verfassungsänderungen, sondern lediglich zur Bestätigung des per Gesetz bereits bestehenden Frauenwahlrechts sowie zur Änderung des Systems der Thronfolge. Nach der Gründung des Völkerbundes trat auch die Niederlande dieser Organisation 1920 bei.

## Gesetzgebung
Die wichtigsten Gesetze des Kabinetts waren:

### Berufsbildungsgesetz (Nijverheidsonderwijswet, 1919)
Neben der Grund- und Sekundarschulbildung an Handwerks-, Industrie-, Schifffahrts-, Landwirtschafts- und Hauswirtschaftsschulen wurde auch das Lehrlingswesen geregelt. Das Gesetz sah vor, dass es spezielle und öffentliche Industrieschulen mit Möglichkeiten für Tages- und Abendunterricht gibt.

### Arbeitsgesetz 1919 (Arbeidswet 1919)
Dieses Gesetz enthielt ein Arbeitsverbot für Kinder unter 14 Jahren. Für Fabrikarbeiter und Büroangestellte gab es einen Acht-Stunden-Tag und eine 45-Stunden-Woche. Der maximale Arbeitstag für Laden-, Hotel- und Gastronomiepersonal wurde auf zehn Stunden festgesetzt.

### Sozialgesetzgebung (Sociale wetgeving, 1919)
Es kam zu einer Novellierung und Einführung des Invaliditätsgesetzes (Invaliditeitswet) und eines Altersgesetzes 1919 (Ouderdomswet 1919), wodurch Angestellte bei Erreichen einer Altersgrenze ab dem 65. Lebensjahr und Invalidität versichert wurden und eine freiwillige Versicherung für Nichterwerbstätige geschaffen wurde.

### Gesetz über die staatliche Aufsicht über die öffentliche Gesundheit (Wet inzake Staatstoezicht op de Volksgezondheid, 1919)
Ein Gesundheitsamt wurde eingerichtet, und der Hauptinspektor und die Inspektoren für öffentliche Gesundheit sowie Gesundheitsämter wurden mit der Durchsetzung der Vorschriften für das öffentliche Gesundheitswesen beauftragt.

### Grundschulgesetz 1920 (Lager-onderwijswet 1920)
Dieses Gesetz setzte die neuen verfassungsrechtlichen Bestimmungen zum Bildungswesen von 1917 um. Sowohl das öffentliche als auch das private Bildungswesen werden subventioniert. Das Gesetz führte unter anderem zu Klassenverkleinerungen, zur Einführung einer siebten Klasse, zu einer Verbesserung der Lehrerausbildung und der Lehrergehälter zu Lasten des Staates sowie zu Lasten der Kommunen für Bau- und Lehrmittelkosten.

### Rentengesetz (Pensioenwet, 1922)
Dieses Gesetz regelte neben der Rentenversicherung für die Beamten der Zentralregierung nun auch die der Beamten der Gemeinden, der Provinzen, der Wasserbehörden, der Arbeitsräte, der Nationalen Versicherungsbank und der Handelskammern. Auch Bildungspersonal und Beamte staatsnaher Unternehmen fielen unter das Gesetz. Pensionen wurden an Beamte ab dem 65. Lebensjahr und bei Invalidität sowie an Witwen und Waisen von Beamten gezahlt. Die Pensionsrückstellung wurde auf den Algemeen Burgerlijk Pensioenfonds übertragen, dem heutigen Stichting Pensioenfonds ABP.

### Wehrpflichtgesetz (Dienstplichtwet, 1922)
Dieses Gesetz legte das Kontingent auf 19.500 Mann fest, von denen 1.000 dem Dienst in der Koninklijke Marine zugeteilt wurden. Die Dauer der ersten Grundausbildung für das Heer betrug fünfeinhalb Monate, für den Marinedienst acht Monate. Inhaber kirchlicher Ämter oder in Ausbildung befindliche Personen waren vom Wehrdienst befreit.

## Mitglieder des Kabinetts und Regierungsumbildungen

### Mitglieder des Kabinetts
Dem Kabinett gehörten folgende Personen an:
| Amt                                               | Amtsinhaber | Partei                                                                        | Beginn der Amtszeit                                                                                             | Ende der Amtszeit                                                                                                |
| ------------------------------------------------- | --- | ----------------------------------------------------------------------------- | --- | --- |
| Ministerpräsident                                 | Charles Ruijs de Beerenbrouck | ABRK                                                                          | 9. September 1918                                                                                               | 18. September 1922                                                                                               |
| Außenminister                                     | Herman Adriaan van Karnebeek | Parteiloser Liberaler                                                         | 9. September 1918                                                                                               | 18. September 1922                                                                                               |
| Justizminister                                    | Theo Heemskerk | ARP                                                                           | 9. September 1918                                                                                               | 18. September 1922                                                                                               |
| Innenminister                                     | Charles Ruijs de Beerenbrouck | ABRK                                                                          | 9. September 1918                                                                                               | 18. September 1922                                                                                               |
| Minister für Unterricht, Kunst und Wissenschaften | Johannes Theodoor de Visser | CHU                                                                           | 26. September 1918                                                                                              | 18. September 1922                                                                                               |
| Finanzminister                                    | Simon de Vries Czn. Dirk Jan de Geer | ARP CHU                                                                       | 9. September 1918 28. Juli 1921                                                                                 | 28. Juli 1921 18. September 1922                                                                                 |
| Kriegsminister                                    | Generalleutnant George August Alexander Alting von Geusau Charles Ruijs de Beerenbrouck (kommissarisch) Generalleutnant Willem Frederik Pop Jannes Johannes Cornelis van Dijk | ABRK Parteiloser ARP                                                          | 9. September 1918 5. Januar 1920 31. März 1920 28. Juli 1921                                                    | 5. Januar 1920 31. März 1920 28. Juli 1921 18. September 1922                                                    |
| Marineminister                                    | Generalleutnant George August Alexander Alting von Geusau Vizeadmiral Willem Naudin ten Cate Charles Ruijs de Beerenbrouck (kommissarisch) Hendrik Bijleveld Hendrik Albert van IJsselsteyn (kommissarisch) Generalleutnant Willem Frederik Pop Jannes Johannes Cornelis van Dijk | ABRK CHU, später Parteiloser ABRK ARP CHU, später Parteiloser Parteiloser ARP | 9. September 1918 16. September 1918 19. Februar 1919 17. April 1919 5. Januar 1920 31. März 1920 28. Juli 1921 | 16. September 1918 20. Februar 1919 19. April 1919 5. Januar 1920 31. März 1920 28. Juli 1921 18. September 1922 |
| Minister für Wasserwirtschaft                     | Adrianus Antonie Henri Willem König | ABRK                                                                          | 9. September 1918                                                                                               | 18. September 1922                                                                                               |
| Arbeitsminister                                   | Piet Aalberse | ABRK                                                                          | 26. September 1918                                                                                              | 18. September 1922                                                                                               |
| Minister für Landwirtschaft, Industrie und Handel | Hendrik Albert van IJsselsteyn Charles Ruijs de Beerenbrouck (kommissarisch) | CHU, später Parteiloser ABRK                                                  | 9. September 1918 13. September 1922                                                                            | 13. September 1922 18. September 1922                                                                            |
| Kolonialminister                                  | Alexander Willem Frederik Idenburg Charles Ruijs de Beerenbrouck (kommissarisch) Simon de Graaff | ARP ABRK Parteiloser konservativer Protestant                                 | 9. September 1918 13. August 1919 13. November 1919                                                             | 13. August 1919 13. November 1919 18. September 1922                                                             |

### Regierungsumbildungen
Im Februar 1919 trat Marineminister Naudin ten Cate zurück, weil die Zweite Kammer den Marinehaushalt stärker kürzen wollte, als er für gerechtfertigt hielt. Der Kriegsminister Jhr. Alting von Geusau trat ein Jahr später im Januar 1920 zurück, nachdem die Zweite Kammer mehrere Änderungen zur Kürzung der Verteidigungsausgaben verabschiedet hatte. Kolonialminister Idenburg trat im November 1919 aus gesundheitlichen Gründen zurück. Sein Nachfolger wurde mit Simon de Graaff ein überparteilicher ehemaliger Administrator in Niederländisch-Indien.
Der Nachfolger von Marineminister Naudin ten Cate, das ARP-Mitglied Bijleveld, musste Anfang 1920 mit ansehen, wie sein Budget abgelehnt wurde, weil ein Teil der Zweiten Kammer weitere Kürzungen wünschte und die eigenen Parteimitglieder kein Vertrauen mehr zu ihm hatten. Nach der Krise von 1921 kehrten die Finanzminister De Vries und Kriegs- und Marineminister Pop nicht zurück ins Kabinett. Das ARP-Mitglied De Vries wurde von De Geer (CHU) abgelöst und der Antirevolutionär van Dijk übernahm die Ämter als Kriegs- und Marineminister.